# Тайо (Бразилия)
Тайо (порт. Taió) — муниципалитет в Бразилии, входит в штат Санта-Катарина. Составная часть мезорегиона Вали-ду-Итажаи. Входит в экономико-статистический микрорегион Риу-ду-Сул. Население составляет 16 233 человека на 2006 год. Занимает площадь 693,025 км². Плотность населения — 23,2 чел./км².

## История
Город основан 12 февраля 1949 года.

## Статистика
- Валовой внутренний продукт на 2003 составляет 147 382 917,00 реалов (данные: Бразильский институт географии и статистики).
- Валовой внутренний продукт на душу населения на 2003 составляет 9111,21 реалов (данные: Бразильский институт географии и статистики).
- Индекс развития человеческого потенциала на 2000 составляет 0,809 (данные: Программа развития ООН).